# Amorbia castanea
Amorbia castanea är en fjärilsart som beskrevs av Walsingham 1913. Amorbia castanea ingår i släktet Amorbia och familjen vecklare. Inga underarter finns listade i Catalogue of Life.